# Feres (unidade municipal)
Feres (em grego: Φέρες) ou Ferón (em grego: Φερών) foi um município grego da unidade regional de Evros com sede em Feres. Foi fundado em 1987, compreendendo, à época, muito de seus atuais territórios, exceto as comunidades de Péflos e Trifilí, posteriormente adicionadas durante pelo Plano Capodístria (2539/1997). Desde a Reforma Calícrates de 2011, tornou-se uma unidade municipal do município de Alexandrópolis, juntamente com Trajanópolis e Alexandrópolis. Geograficamente, compreende as comunidades de Ardânio (Ardânio), Cavisós (Cavisós), Dorisco (Dorisco, Monastirací) Feres (Feres, Póros) Péflos (Péflos, Vrisúla, Gemistí, Cípoi), Pilaía (Pilaía, Melía, Coíla) e Trifilí (Trifilí, Itéa). Segundo o censo de 2011, tinha uma população de 5 596 habitantes.